# 시기송
시기송 또는 콘타키온(그리스어: κοντάκιον 콘다키온[*])은 비잔틴 전례 전통에서 찬송가의 한 형태이다.
콘타키온 형식은 6세기 동로마 제국에서 유래되었으며, 성 로마노스 성가 작가와 밀접한 관련이 있다. 콘타키온은 여러 스탠자(οίκος 이코스[*])로 구성되며 서곡(κουκούλιον 쿠쿨리온[*])으로 시작한다. 콘타키온은 때때로 성서적 주제를 가지기도 하며, 성서적 인물들의 대화가 특징인 것도 있다. 이코스가 전부가 불러지는 유일한 콘타키온은 성모기립찬양이다.